# NCH Software

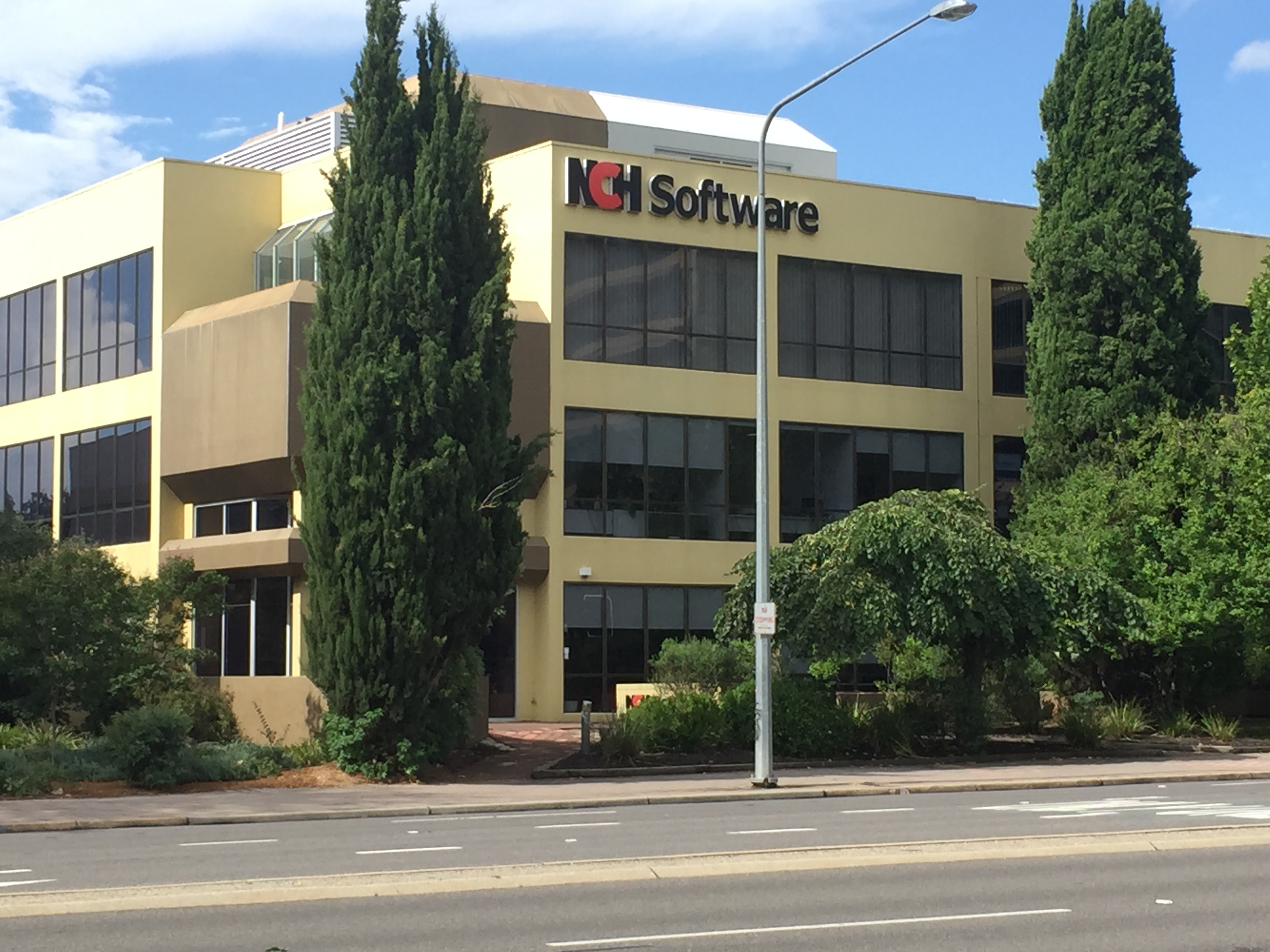

NCH Software（旧名:NCH Swift Sound）とはオーストラリア・キャンベラのソフトウェア開発企業である。1993年設立。2008年4月、巨大なアメリカ合衆国市場を見据えてデンバーに支社を設置。販売は主に自社サイトで行なっている。

## ソフトウェア製品
NCH Softwareはオーディオ、ビデオ、ビジネス、ディクテーション、トランスクリプション、グラフィック、テレフォニー、その他ユーティリティのソフトウェアを扱っている。特に著名なのがオーディオスイートのWavePadでフラグシッププロジェクトとしている。
| ソフトウェア     | 概要                                         | Windows           | macOS              | iOS App           | Android App       |
| ---------------- | -------------------------------------------- | ----------------- | ------------------ | ----------------- | ----------------- |
| Axon             | 仮想的PBX                                    | Yes（英語版のみ） |                    |                   |                   |
| Barillo          | バーコード生成                               | Yes（英語版のみ） |                    |                   |                   |
| Bolt             | PDFプリンター                                | Yes（英語版のみ） |                    |                   |                   |
| BroadCam         | ビデオストリーミングサーバー                 | Yes（英語版のみ） |                    |                   |                   |
| BroadWave        | オーディオストリーミングサーバー             | Yes（英語版のみ） |                    |                   |                   |
| CardWorks        | 名刺デザイン                                 | Yes（英語版のみ） | Yes（英語版のみ）  |                   |                   |
| Classic FTP      | FTPクライアント                              | Yes（日本語版）   | Yes（日本語版）    |                   |                   |
| ClickChart       | フローチャート作成                           | Yes（日本語版）   | Yes（英語版のみ）  |                   | Yes（英語版のみ） |
| Copper           | 販売管理（POS）                              | Yes（英語版のみ） | Yes（英語版のみ）  |                   |                   |
| Crescendo        | 楽譜作成                                     | Yes（日本語版）   | Yes（英語版のみ）  |                   |                   |
| Debut            | 動画キャプチャ                               | Yes（日本語版）   | Yes（日本語版）    |                   |                   |
| DesktopNow       | リモートコンピュータアクセス                 | Yes（英語版のみ） |                    |                   |                   |
| DialDictate      | ディクテーションシステム電話                 | Yes（英語版のみ） |                    |                   |                   |
| Disketch         | CD/DVDラベルデザイナー                       | Yes（日本語版）   | Yes（日本語版）    |                   |                   |
| Doxillion        | ドキュメント変換                             | Yes（日本語版）   | Yes（日本語版）    |                   |                   |
| DrawPad          | お絵かきソフト                               | Yes（英語版のみ） | Yes（英語版のみ）  |                   |                   |
| DreamPlan        | ホームデザイン                               | Yes（日本語版）   | Yes（英語版のみ）  |                   | Yes（英語版のみ） |
| Express Accounts | 会計ソフトウェア                             | Yes（日本語版）   | Yes（英語版のみ）  |                   |                   |
| Express Animate  | アニメーション作成                           | Yes（英語版のみ） |                    |                   |                   |
| Express Burn     | CD/DVD/Blu-rayライター                       | Yes（日本語版）   | Yes（日本語版）    |                   |                   |
| Express Delegate | ディクテーション管理                         | Yes（英語版のみ） |                    |                   |                   |
| Express Dictate  | デジタルディクテーションレコーダー           | Yes（日本語版）   | Yes（日本語版）    | Yes（英語版のみ） | Yes（英語版のみ   |
| Express Invoice  | 請求書発行ソフトウェア                       | Yes（日本語版）   | Yes（日本語版）    | Yes（英語版のみ） | Yes（英語版のみ） |
| Express Points   | プレゼン作成                                 | Yes（英語版のみ） | Yes（英語版のみ）  |                   |                   |
| Express Project  | プロジェクト管理                             | Yes（英語版のみ） | Yes（英語版のみ）  |                   |                   |
| Express Rip      | CDリッパー                                   | Yes（日本語版）   |                    |                   |                   |
| Express Scribe   | テープ起こし                                 | Yes（日本語版）   | Yes（日本語版）    |                   |                   |
| Express Talk     | ソフトウェア電話                             | Yes（英語版のみ） | Yes（英語版のみ）  |                   |                   |
| Express Zip      | ファイル圧縮ソフトウェア                     | Yes（日本語版）   | Yes（日本語版）    |                   |                   |
| Eyeline          | ビデオ監視ソフトウェア                       | Yes（英語版のみ） |                    |                   |                   |
| FastFox          | タイピングエキスパンダー                     | Yes（英語版のみ） | Yes（英語版のみ）  |                   |                   |
| FileFort         | バックアップソフトウェア                     | Yes（英語版のみ） | Yes（英語版のみ）  |                   |                   |
| FlexiServer      | 従業員管理ソフトウェア                       | Yes（英語版のみ） | Yes（英語版のみ）  |                   |                   |
| Fling            | 自動FTPアップローダー                        | Yes（日本語版）   |                    |                   |                   |
| Golden Records   | ビニール盤レコードからCDへ変換               | Yes（日本語版）   | Yes（英語版のみ）  |                   |                   |
| Golden Videos    | VHSからDVDへ変換                             | Yes（英語版のみ） |                    |                   |                   |
| HourGuard        | タイムシートソフトウェア                     | Yes（日本語版）   | Yes（英語版のみ）  |                   | Yes（英語版のみ） |
| IMS              | オンホールドメッセージプレイヤー             | Yes（英語版のみ） | Yes（英語版のみ）  |                   |                   |
| Inventoria       | インベントリソフトウェア                     | Yes（日本語版）   | Yes （日本語版）   |                   |                   |
| IVM              | 電話アテンダント                             | Yes（英語版のみ） |                    |                   |                   |
| KeyBlaze         | タイピングチューター                         | Yes（英語版のみ） | Yes（英語版のみ）  |                   |                   |
| MEO              | 暗号ソフトウェア                             | Yes（英語版のみ） | Yes（英語版のみ）  |                   |                   |
| MeshMagic        | 3Dモデル作成                                 | Yes（英語版のみ） |                    |                   |                   |
| MixPad           | マルチトラックオーディオレコーダー・ミキサー | Yes（日本語版）   | Yes（日本語版）    |                   | Yes（英語版のみ） |
| MoneyLine        | パーソナルファイナンス                       | Yes（英語版のみ） | Yes（英語版のみ）  |                   |                   |
| MSRS             | 裁判・会議レコーダー                         | Yes（英語版のみ） |                    |                   |                   |
| Orion            | ファイルリカバリー                           | Yes（英語版のみ） |                    |                   |                   |
| PhotoPad         | フォトエディター                             | Yes（日本語版）   | Yes（日本語版）    |                   | Yes（英語版のみ） |
| PhotoStage       | スライドショー製作                           | Yes（日本語版）   | Yes（日本語版）    | Yes（英語版のみ） | Yes（英語版のみ） |
| PitchPerfect     | ギターチューナー                             | Yes（英語版のみ） | Yes（英語版のみ）  | Yes（英語版のみ） | Yes（英語版のみ） |
| Pixillion        | 画像ファイル変換                             | Yes（日本語版）   | Yes （日本語版）   |                   |                   |
| Prism            | ビデオファイル変換                           | Yes（日本語版）   | Yes（日本語版）    |                   |                   |
| Quorum           | 音声会議ソフトウェア                         | Yes（英語版のみ） |                    |                   |                   |
| RecordPad        | オーディオレコーダー                         | Yes（日本語版）   | Yes（日本語版）    | Yes（英語版のみ） |                   |
| Redwood          | 家系図作成                                   | Yes（英語版のみ） |                    |                   |                   |
| Reflect          | 顧客管理（CRM）                              | Yes（英語版のみ） | Yes （英語版のみ） |                   |                   |
| SoundTap         | オーディオストリームソフトウェア             | Yes（日本語版）   | Yes（日本語版）    |                   |                   |
| Spin 3D          | 立体画像ファイル変換                         | Yes（英語版のみ） |                    |                   |                   |
| Stamp            | ID3タグ編集                                  | Yes（英語版のみ） |                    |                   |                   |
| Switch           | オーディオファイル変換                       | Yes（日本語版）   | Yes（日本語版）    |                   | Yes（英語版のみ） |
| TempoPerfect     | メトロノームソフトウェア                     | Yes（英語版のみ） | Yes（英語版のみ）  | Yes（英語版のみ） | Yes（英語版のみ） |
| TexTally         | ワード、行、文字数カウンタ                   | Yes（英語版のみ） |                    |                   |                   |
| Tone Generator   | オーディオテストトーン生成                   | Yes（日本語版）   |                    |                   |                   |
| TRx              | シングルライン電話録音                       | Yes（英語版のみ） | Yes（英語版のみ）  |                   |                   |
| TwelveKeys       | 採譜アシスタント                             | Yes（英語版のみ） |                    |                   |                   |
| Verbose          | テキストトゥスピーチ変換                     | Yes（英語版のみ） | Yes                |                   |                   |
| Verity           | チャイルドモニタリングソフトウェア           | Yes（英語版のみ） |                    |                   |                   |
| VideoPad         | ビデオ編集ソフトウェア                       | Yes（日本語版）   | Yes（日本語版）    | Yes（英語版のみ） | Yes（英語版のみ） |
| Voxal            | ボイスチェンジャー                           | Yes（日本語版）   | Yes（英語版のみ）  |                   |                   |
| VRS              | マルチプルラインボイスレコーダー             | Yes（日本語版）   |                    |                   |                   |
| Warp             | レジストリクリーナー                         | Yes（英語版のみ） |                    |                   |                   |
| WavePad          | オーディオ編集ソフトウェア                   | Yes（日本語版）   | Yes（日本語版）    | Yes（日本語版）   | Yes（英語版のみ） |
| Web Dictate      | インターネットディクテーションシステム       | Yes（英語版のみ） |                    |                   |                   |
| Zulu             | DJソフトウェア                               | Yes（日本語版）   | Yes（英語版のみ）  |                   | Yes（英語版のみ） |

### ブラウザツールバー
NCH Softwareのインストール過程において、Conduitのブラウザツールバーが同時にインストールされるだけでなく、デフォルトのホームページと検索エンジンも変更されるが、このページにてこのブラウザツールバーを除去する方法が掲載されている。

2017年7月31日以降にリリースされたソフトウェアではツールバーのインストールは行われず、NortonおよびMcAfeeのセキュリティチェックもクリアしている。

## 批判
インストール時に追加のソフトウェアが合意無しにインストールされると言われている。しかし、WOT ServicesもMcAfee SiteAdvisorもNCH Software製品にアドウェア、マルウェアは無いとしている。それでもほとんどの製品でコーデックや自社の他製品といった求めていないソフトウェアをインストールされ、ユーザーが知らないうちにインストールされることもあるという。
Prism Video ConverterにFFmpegが含まれていることがLGPLライセンスに違反しているとされる。
また、有料でソフトを購入してもすぐにソフト更新で更に費用がかかる。